# Jan Chrapek
Jan Chrapek (Józefin, 18 luglio 1948 – Stare Siekluki, 18 ottobre 2001) è stato un vescovo cattolico polacco.

## Biografia
Monsignor Jan Chrapek nacque a Józefin  (oggi Skolankowska Wola ) il 18 luglio 1948. Suo fratello, Marek Chrapek, fu sottosegretario di Stato presso il Ministero dell'agricoltura e dello sviluppo rurale.

### Formazione e ministero sacerdotale
Nel 1963 iniziò il noviziato nella Congregazione di San Michele Arcangelo. Nel 1965 emise i suoi primi voti religiosi. Venne educato nel seminario minore di Miejsce Piastowe e nel 1967 superò l'esame di maturità secondaria nella scuola superiore di Krosno. Il 26 agosto 1969 emise la professione solenne alla presenza del superiore generale Władysław Moraz. Dal 1967 al 1969 lavorò come tutor nel Dipartimento di cura speciale per ragazzi di Struga, vicino a Varsavia. Allo stesso tempo, studiò presso l'Istituto nazionale di educazione speciale di Varsavia e frequentò corsi di regia cinematografica all'Università di Varsavia.
Dal 1969 al 1975 studiò filosofia e teologia al seminario teologico superiore dei padri micheliti di Cracovia. Dal 1971 approfondì la sua formazione nel campo della sociologia della religione e delle questioni pastorali, studiando presso la Pontificia Facoltà di Teologia di Cracovia.
Il 3 maggio 1975 fu ordinato presbitero nella cappella della casa madre del suo ordine a Miejsce Piastowe dal vescovo di Przemyśl Ignacy Marcin Tokarczuk. Dal 1975 al 1979 proseguì gli studi presso l'Istituto di teologia pastorale della Facoltà di teologia dell'Università Cattolica di Lublino. Presso quell'istituto conseguì un master in teologia pastorale nel 1976 e il dottorato nel 1979 con una tesi intitolata "Le condizioni di ricezione dei programmi televisivi da parte dei giovani". Tra il 1979 e il 1980 prestò servizio come tutor nel seminario teologico del suo ordine a Cracovia. Dal 1980 al 1981 studiò a Lovanio dove preparò una tesi post-dottorato sulle tecnologie della comunicazione e della cultura. Dal 1983 al 1984 soggiornò per scopi scientifici presso l'Istituto internazionale di ricerca sulla cultura e la comunicazione a Londra.
Dal 1982 al 1983 fu rettore del santuario mariano pontificio di Castel Sant'Elia, vicino a Roma. Dal 1984 al 1986 fu redattore capo della rivista mensile Powściągliwość i Praca. Allo stesso tempo era rettore della chiesa di Nostra Signora Regina degli Angeli a Varsavia. Organizzò concerti di musica religiosa a Bieszczadzkie. Nel 1984 divenne docente presso l'Accademia di teologia cattolica di Varsavia e nel 1989 presso l'Università di Varsavia. Tra il 1985 e il 1986 tenne conferenze sui media nei paesi socialisti presso la Pontificia Università Gregoriana a Roma. Tenne lezioni di scienze sociali cattoliche e mass media nel seminario maggiore di Drohiczyn.
Nel 1986 al 1992 fu eletto superiore generale dalla plenaria del suo ordine. Dal 1989 al 1992 fu presidente della Conferenza dei superiori maggiori degli istituti religiosi maschili e delle società di vita apostolica in Polonia.

### Ministero episcopale
Il 25 marzo 1992 papa Giovanni Paolo II lo nominò vescovo ausiliare di Drohiczyn e titolare di Cataquas. Ricevette l'ordinazione episcopale il 6 giugno successivo nella cattedrale della Santissima Trinità a Drohiczyn dall'arcivescovo Józef Kowalczyk, nunzio apostolico in Polonia, co-consacranti l'arcivescovo metropolita di Minsk-Mahilëŭ Kazimierz Świątek e quello di Białystok Edward Kisiel. Fu il primo vescovo del suo ordine.
Prese residenza a Sokołów Podlaski, vicino alla chiesa del Cuore Immacolato della Beata Vergine Maria. Dal 1992 al 1994 fu vicario generale della diocesi. Dopo la morte del vescovo Władysław Jędruszuk, dal 25 maggio al 10 luglio 1994, ricoprì l'ufficio di amministratore diocesano. Nella curia diocesana, fu presidente del consiglio economico. Nel 1994 avviò l'organizzazione del Congresso ecumenico di Drohiczyn e la costruzione di un nuovo edificio per il seminario diocesano.
Il 20 giugno 1994 papa Giovanni Paolo II lo nominò vescovo ausiliare di Toruń.
Il 28 giugno 1999 papa Giovanni Paolo II lo promosse vescovo di Radom. Prese possesso della diocesi il 21 agosto successivo. Come ordinario, sostenne molte attività di beneficenza, tra cui l'apertura di una mensa e di una farmacia per i poveri, e la pastorale giovanile.
In seno alla Conferenza episcopale polacca fu vicepresidente e poi presidente della commissione per le comunicazioni sociali  e vicepresidente del comitato per le comunità religiose e gli istituti di vita consacrata. Fece parte del Consiglio di programma dell'Agenzia di informazione cattolica. Durante il II sinodo plenario nazionale assunse l'incarico di presidente del comitato per le comunicazioni sociali. Attraverso la Conferenza episcopale polacca fu designato di organizzare una rete di stazioni radio diocesane in Polonia. Partecipò alla preparazione dei viaggi apostolici del papa in Polonia nel 1997 e nel 1999. Fu molto attivo anche presso la Consiglio delle conferenze dei vescovi d'Europa dove era responsabile dei media cattolici nell'Europa orientale. Il 27 gennaio 2001 venne nominato consultore del Pontificio consiglio delle comunicazioni sociali.
Morì in un incidente d'auto a Stare Siekluki il 18 ottobre 2001 all'età di 53 anni. Le esequie si tennero il 22 ottobre nella cattedrale di Santa Maria a Radom. Al termine del rito la salma fu tumulata nello stesso edificio.
Nel 2001 venne insignito della medaglia di Sant'Alberto.
Nel 2002 vennero istituiti due premi in sua memoria: il Premio "Ślad"  e il Premio "Totus Media". Lo stesso anno gli venne intitolata la scuola di imprenditoria di Radom. Sempre nel 2002 venne lanciata un concorso per una borsa di studio in suo nome per i diplomati delle scuole superiori provenienti da famiglie povere. Gli insigniti hanno la possibilità di studiare giornalismo e scienze politiche presso l'Università di Varsavia e l'Università Jagellonica di Cracovia. La Caritas diocesana di Radom creò un fondo in suo nome per fornire aiuto a chi ne ha bisogno.
Gli è intitolata una piazza di Toruń.

## Genealogia episcopale
La genealogia episcopale è:
- Cardinale Scipione Rebiba
- Cardinale Giulio Antonio Santori
- Cardinale Girolamo Bernerio, O.P.
- Arcivescovo Galeazzo Sanvitale
- Cardinale Ludovico Ludovisi
- Cardinale Luigi Caetani
- Cardinale Ulderico Carpegna
- Cardinale Paluzzo Paluzzi Altieri degli Albertoni
- Papa Benedetto XIII
- Papa Benedetto XIV
- Papa Clemente XIII
- Cardinale Enrico Benedetto Stuart
- Papa Leone XII
- Cardinale Chiarissimo Falconieri Mellini
- Cardinale Camillo Di Pietro
- Cardinale Mieczysław Halka Ledóchowski
- Cardinale Jan Maurycy Paweł Puzyna de Kosielsko
- Arcivescovo Józef Bilczewski
- Arcivescovo Bolesław Twardowski
- Arcivescovo Eugeniusz Baziak
- Papa Giovanni Paolo II
- Arcivescovo Józef Kowalczyk
- Vescovo Jan Chrapek, C.S.M.A.